# Scaevola taccada
Scaevola taccada, còn gọi là cây Hếp, hay cây bão táp, là một cây thực vật có hoa trong họ Hếp, có mặt tại các vùng ven biển nhiệt đới khu vực Ấn Độ Dương-tây Thái Bình Dương. Đây là một loại cây bụi mọc phổ biến ở vùng Biển Ả Rập, vùng nhiệt đới Ấn Độ Dương và các đảo Thái Bình Dương.

## Miêu tả
Đây là loài cây bụi to, có thể đạt đến chiều cao 4 m đặc trưng của vùng cận duyên, mọc gần biển, quen chịu nước mặn, thường mọc trên đất cát hay sỏi đá. 
Lá của loại cây này thường hơi mọng nước, dài khoảng 20 cm, mọc xen kẽ dày, đặc biệt ở phần búp cây. Lá cây trơn, hơi giống lá hoa sứ, có màu xanh hơi vàng tươi mát. Hoa và quả cây có màu trắng, ra quanh năm. Hoa có dạng cái quạt. Quả cây nổi được trên mặt nước, và được dòng chảy mang đi nên cây này thường là một trong các loại cây tiên phong ở các bãi cát hoang tại vùng nhiệt đới. Không những có tác dụng về sinh thái, dịch quả Hếp còn được dùng chữa bệnh mờ mắt, còn rễ và lá sắc uống chữa phù thũng, lá ăn cầm tiêu chảy. Trên quần đảo Trường Sa, do cây chịu được gió mặn và sóng to nên quân lính ở đảo đã đặt cho Hếp tên gọi là "bão táp".

## Phân bố
Vùng ven biển Okinawa, Đài Loan, nam Trung Quốc, 
Việt Nam, Malaysia, Philippines, Indonesia, bắc Úc, 
Polynesia, Melanesia, Micronesia, Đông Phi, Madagascar, 
Mauritius, Seychelles, Oman, Yemen, Ấn Độ, Maldives, 
Myanmar, Thái Lan, Campuchia, quần đảo Chagos, Comoros và đảo Réunion.

## Môi trường sống

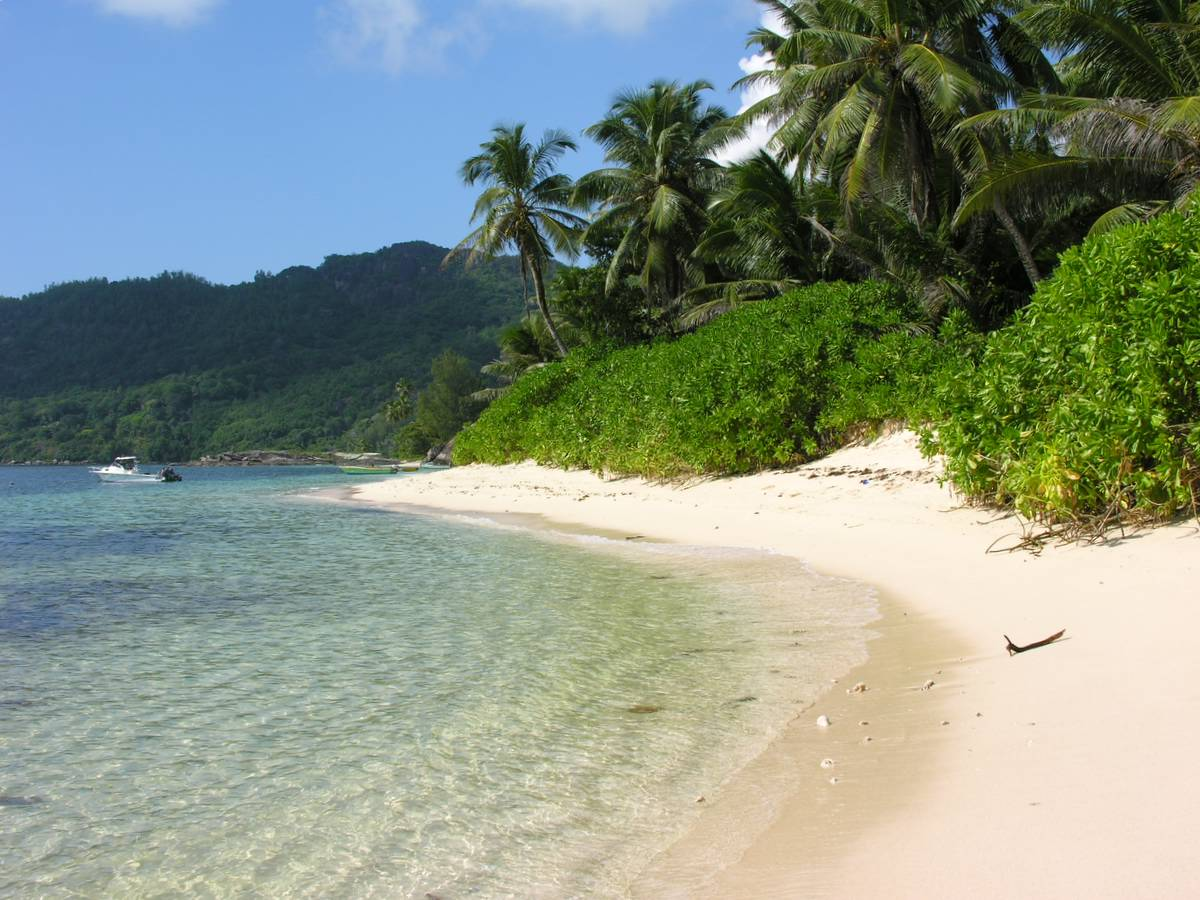
Môi trường sống của cây Hếp trên bãi biển Seychelles

Cây Hếp thường mọc trực tiếp trên bãi biển nhiệt đới, đặc biệt là bãi biển san hô. Nó thường mọc tại những nơi thường xuyên chịu sóng gió mặn, và thường là những loại cây đầu tiên mọc trên các bãi và doi cát trên biển. Ngoài hạt ra, cây này rất dễ trồng, chỉ cần cắm cành xuống là sống được. Cây này ưa thích các vùng cát khô, chịu muối mặn rất tốt. Cây Hếp thỉnh thoảng thấy mọc cùng các loại cây khác như dừa, phong ba, muống biển, Guettarda speciosa, một số loại cây thuộc họ pandanus, mù u, bàng và các loại cây khác.
Tại các đảo Thái Bình Dương, cây Hếp được dùng để chống xói lở cũng như để làm cảnh. Cây được trồng ở mép biển để bảo vệ các loại cây khác khỏi sóng gió mang nước biển mặn. Cây này còn được dùng ở một số vùng để làm thuốc Tuy nhiên một số bang tại Hoa Kỳ và nhiều quốc gia ở vùng Caribe, cây này bị coi là loại cây xâm hại, giành đất sống với loại cây Scaevola plumieri bản địa.

## Thư viện ảnh

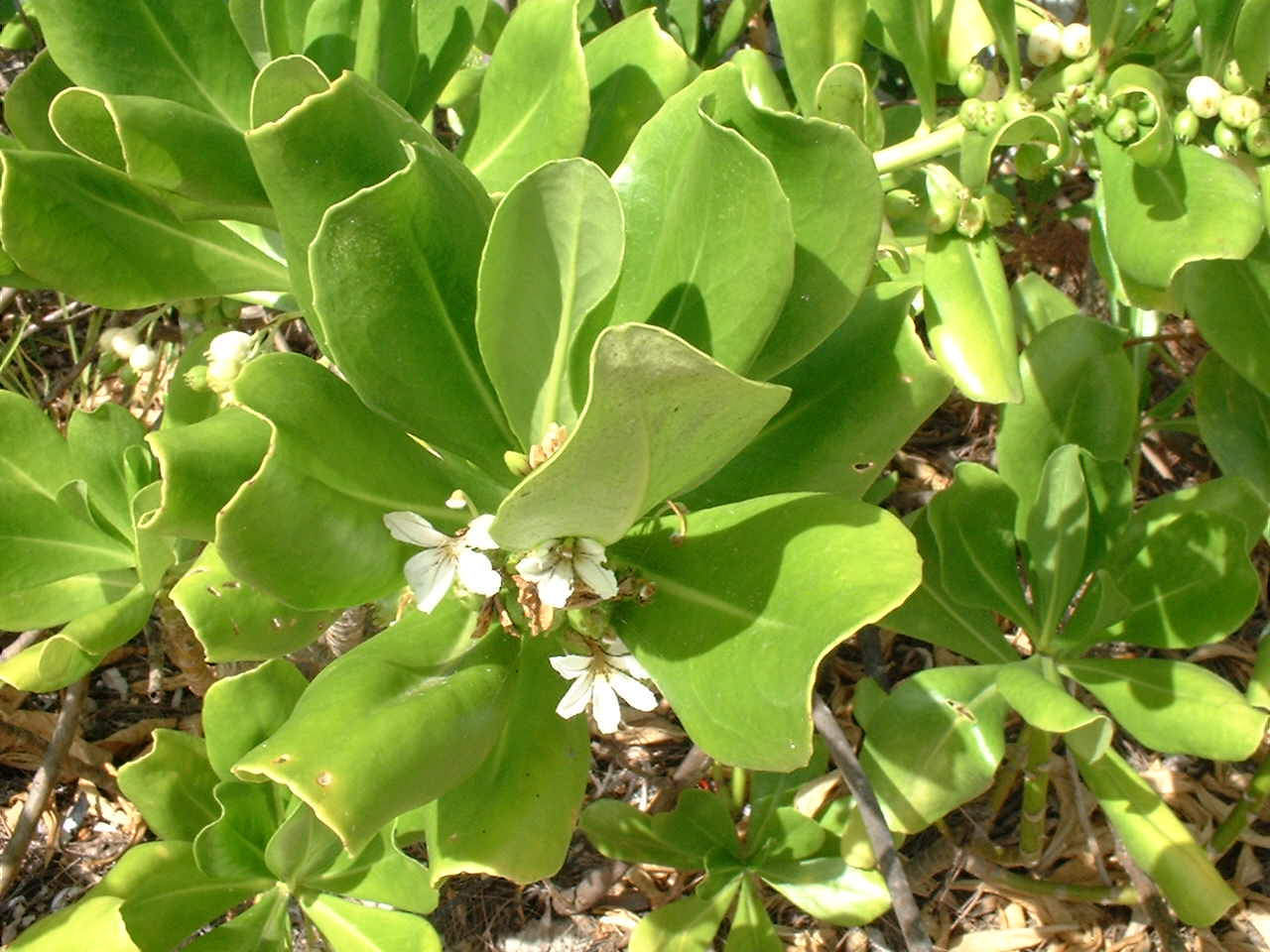
Lá và hoa của Scaevola taccada
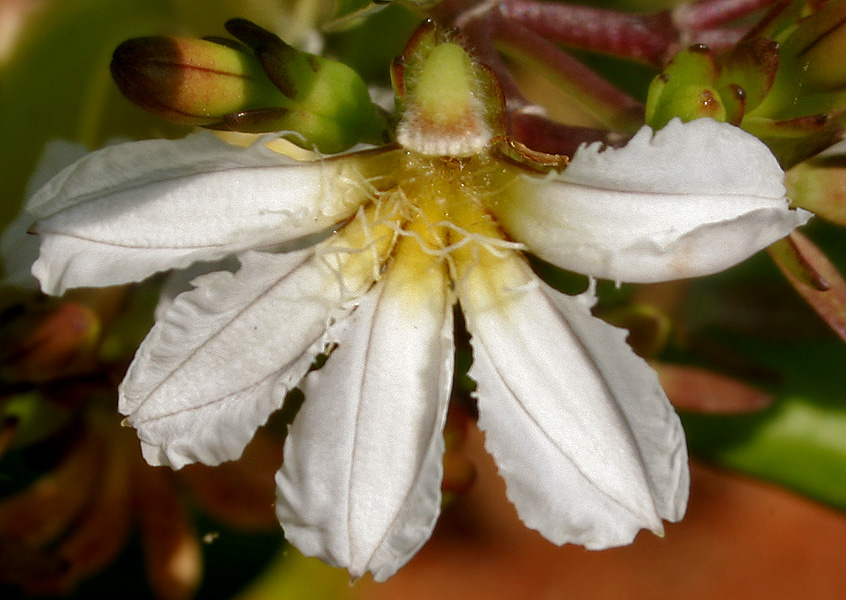
Cận cảnh một bông hoa ở Andhra Pradesh, Ấn Độ
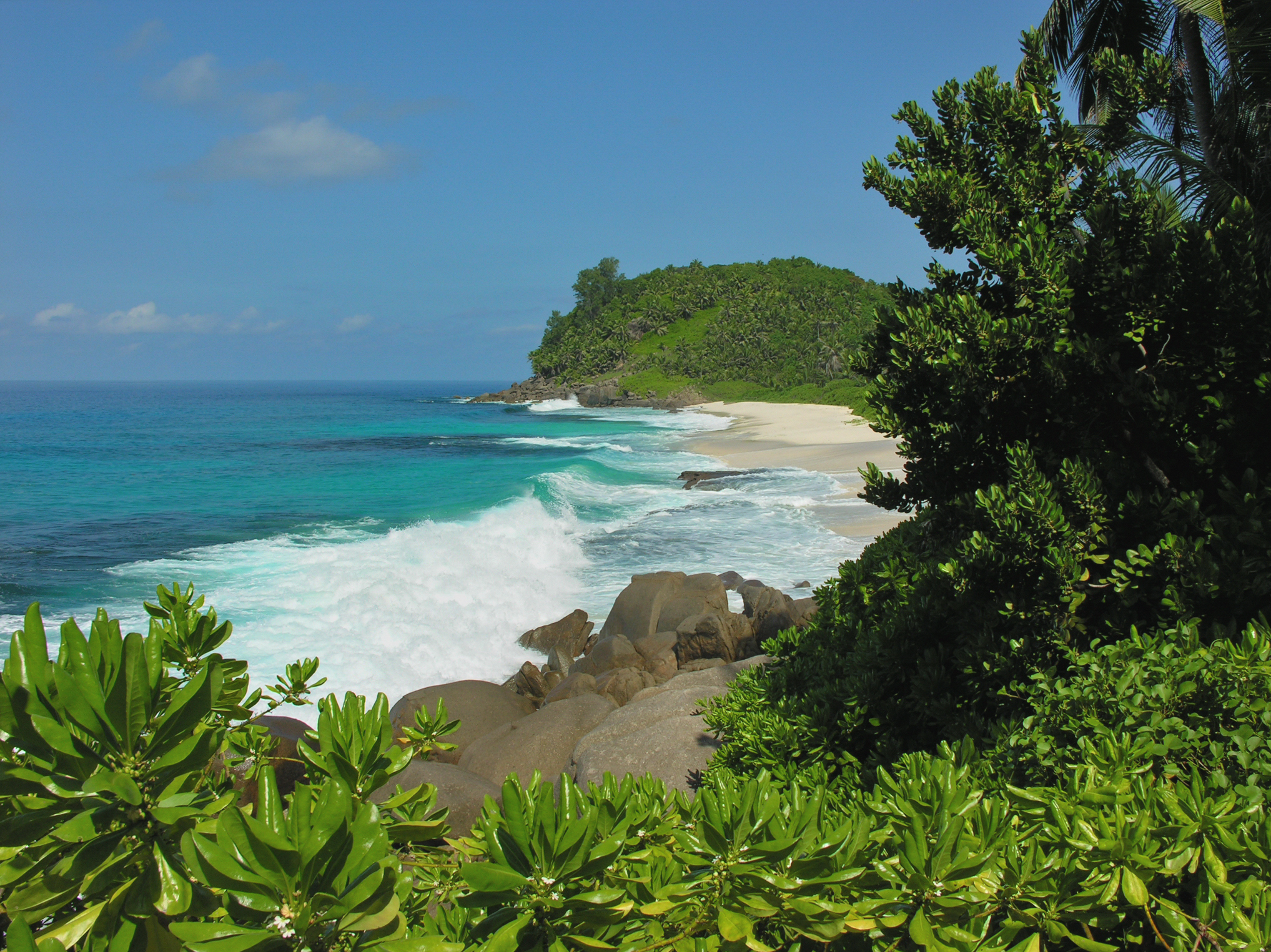
Môi trường sống của Scaevola taccada tại Seychelles
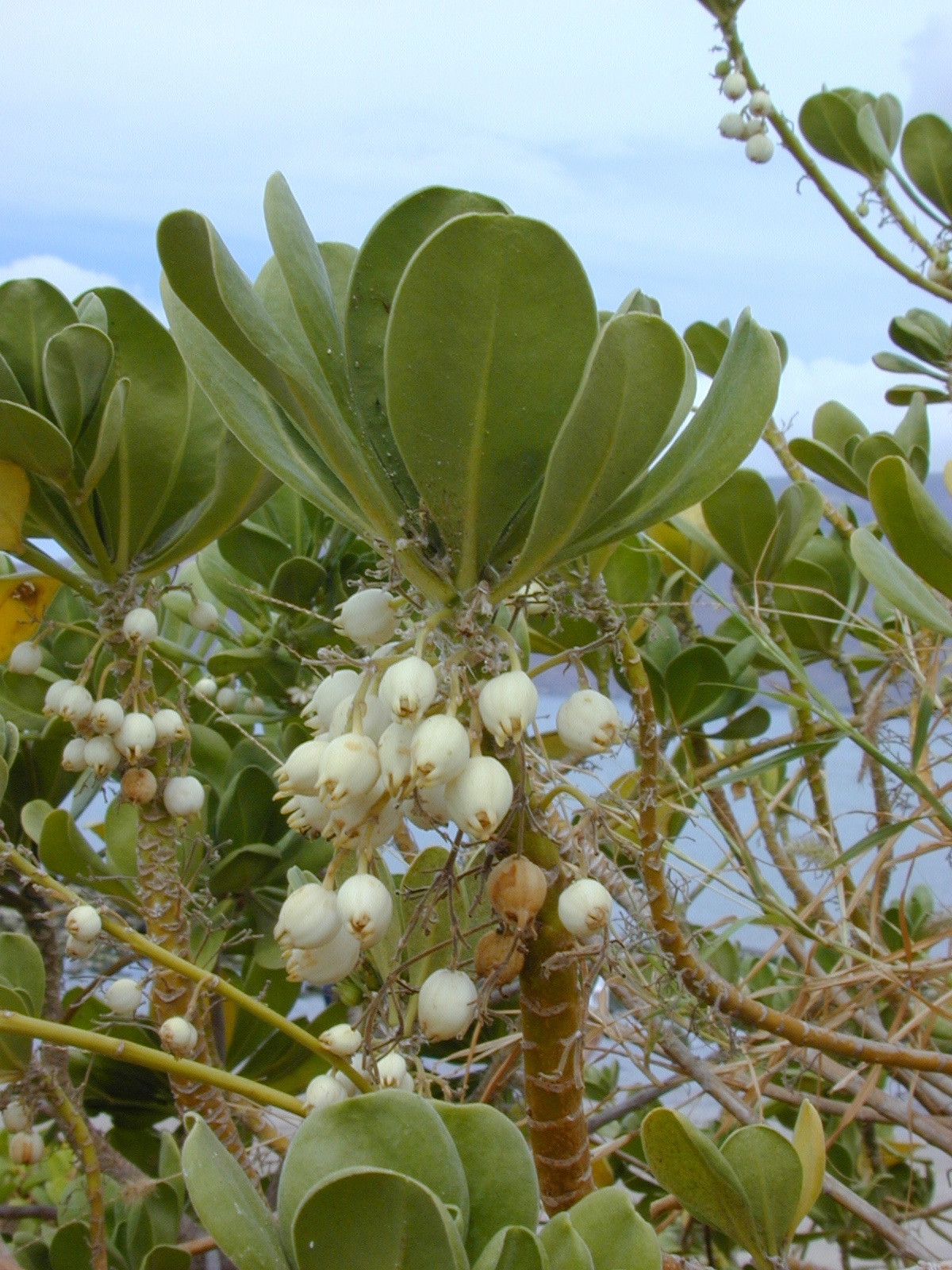
Quả của Scaevola taccada (Maui, Kihei)
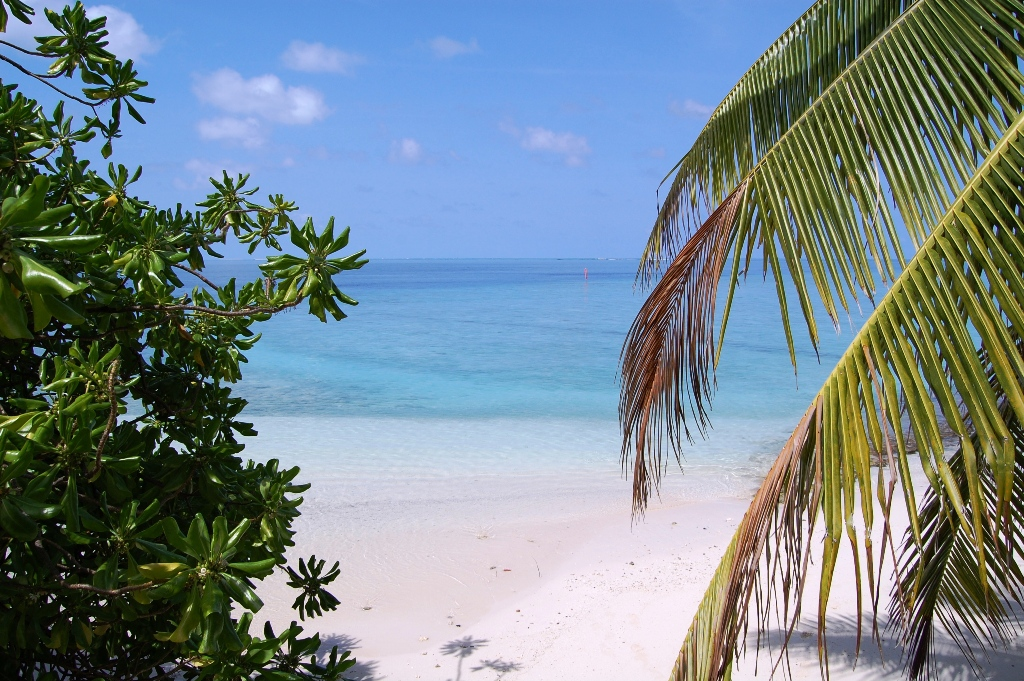
Môi trường sống của Scaevola taccada (Maldives)
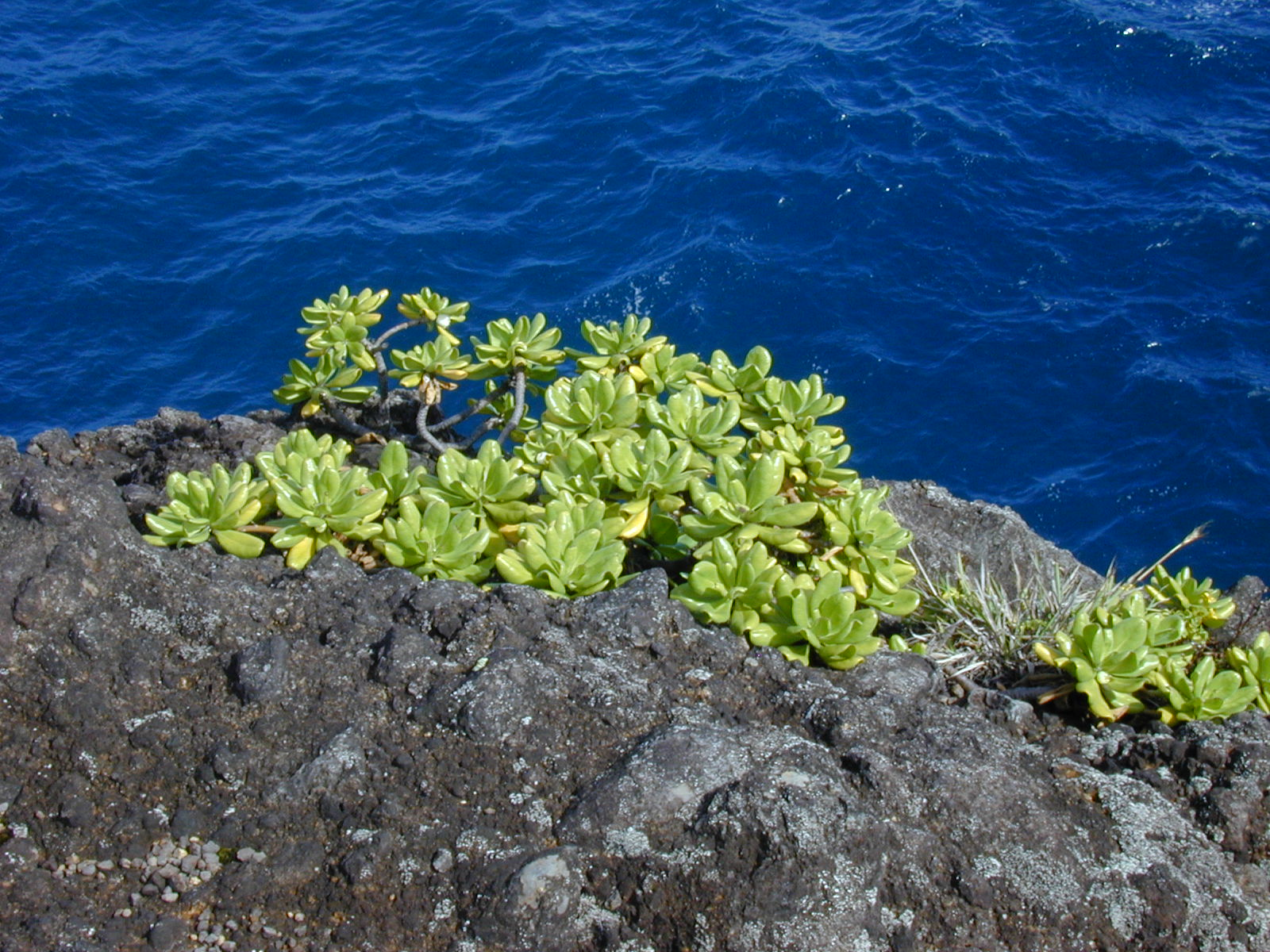
Một bụi Scaevola taccada mọc trên đất núi lửa đầy đá
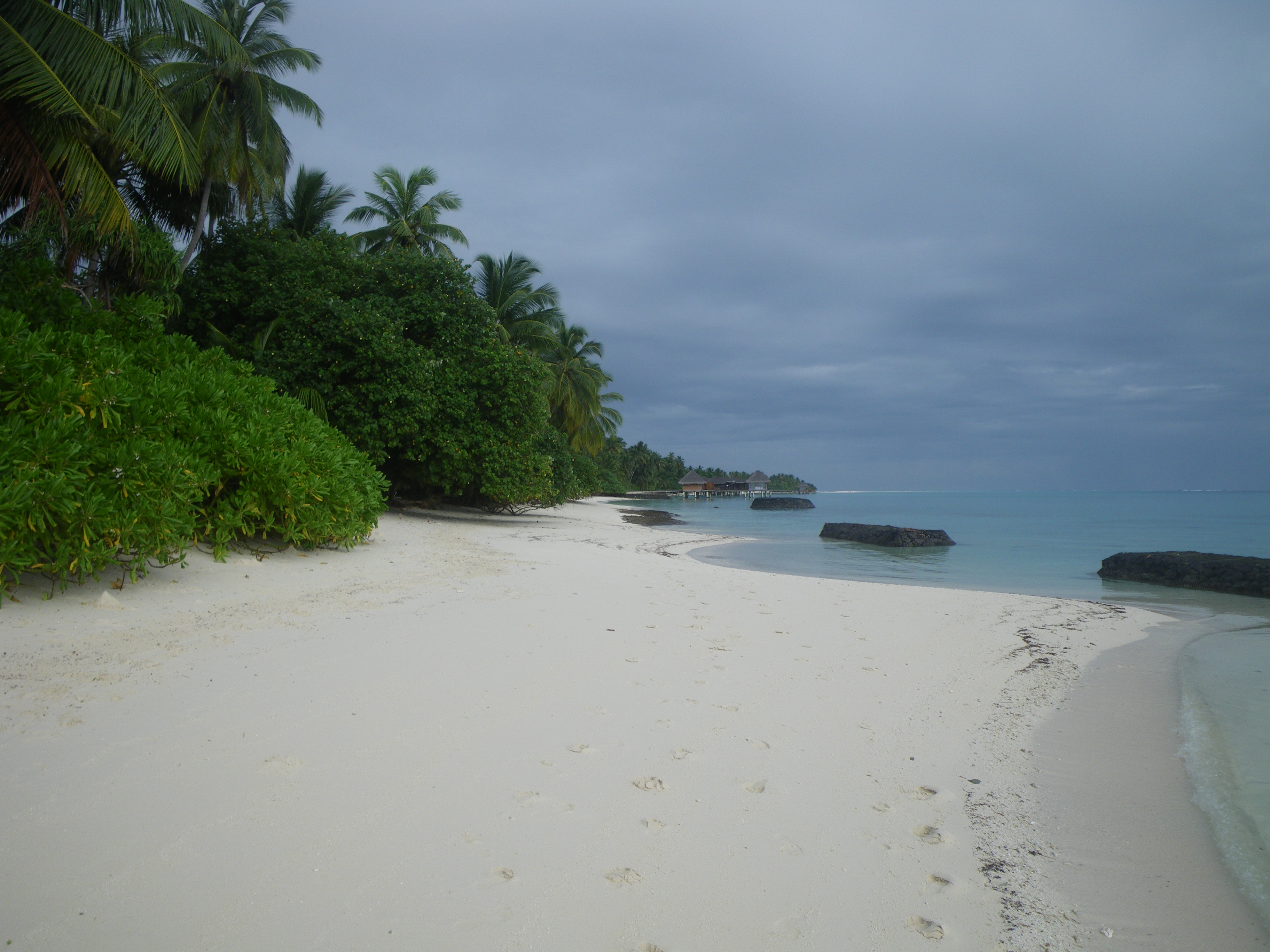
Môi trường sống của Scaevola taccada (Kuramathi, Maldives)
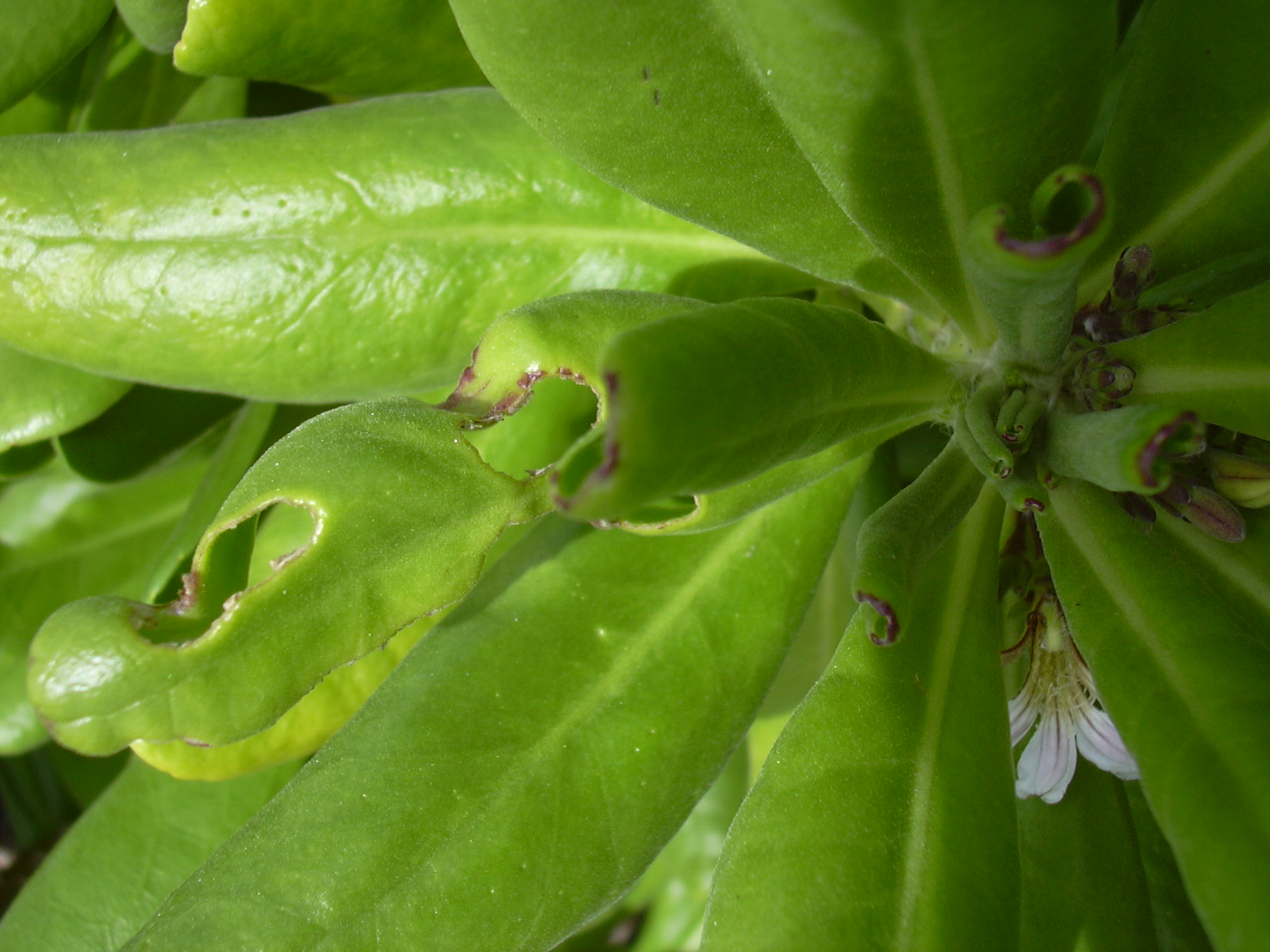
Lá cây bị ấu trùng loài bướm Udea litorea ăn